# Snape (Suffolk)

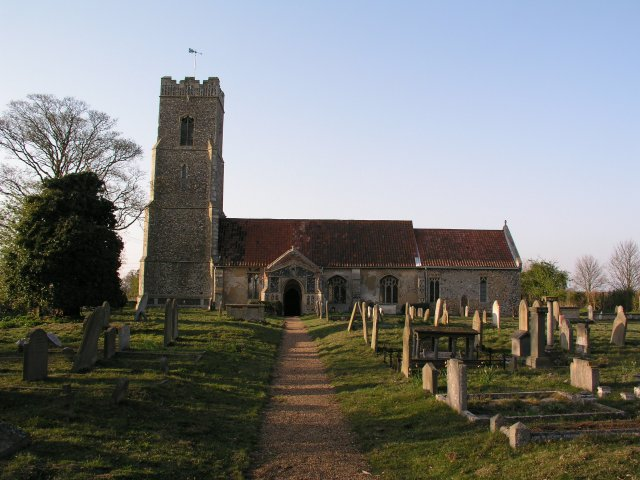
Iglesia de Snape.

Snape es una localidad de Inglaterra, en el condado de Suffolk, en Anglia Oriental (en el Este del país) y se asienta a orillas del río Alde. Su población ronda los 600 habitantes.
El pueblo fue un importante centro de enterramiento durante el periodo anglosajón. 
- Datos: Q1013826
- Multimedia: Snape, Suffolk / Q1013826